# Piletice
Piletice (německy Piletitz) jsou místní část a současně katastrální území statutárního města Hradec Králové. Jedná se o část města s nejmenším počtem obyvatel. Piletice nejsou přímo součástí zástavby Hradce Králové, nacházejí se asi 0,5 kilometru od okraje vlastního města, v blízkosti hradeckého letiště.
Velkou část vesnice tvoří bývalé jednotné zemědělské družstvo, ve kterém podniká několik firem. Do vsi zajíždí linka číslo 13 hradecké MHD, která dále pokračuje do Ruseka, se kterým ves sousedí. Ve vsi se nenachází žádný obchod se spotřebním zbožím ani žádné restaurační zařízení. Funguje zde ale komise místní samosprávy Piletice a sbor dobrovolných hasičů. Na okraji vesnice se nalézá bývalý vojenský prostor pro skladování petroleje.

## Přírodní poměry
Vesnice stojí ve Orlické tabuli. Západně od ní protéká Piletický potok, jehož tok zde je součástí přírodní památky Piletický a Librantický potok.
Příhodné podnební a agrotechnické podmínky umožňují efektivní pěstování zeleniny, obzvláště známé jsou piletické okurky.

## Pamětihodnosti
V Pileticích se nachází Šrámkův statek. Jedná se o skanzen, který je po rekonstrukci. Konají se zde folklorní slavnosti a festivaly.